# Terrence Williams
Terrence Williams (Seattle, Washington, 28 de junio de 1987) es un exjugador de baloncesto estadounidense que disputó siete temporadas como profesional, cuatro de ellas en la NBA. Con 1,98 metros de estatura, juega en la posición de alero.

## Trayectoria deportiva

### Universidad
Jugó durante tres temporadas con los Cardinals de la Universidad de Louisville, en las que promedió 11,1 puntos, 6,9 rebotes y 3,9 asistencias por partido. En su temporada júnior consiguió dos de los cuatro únicos triples-dobles de la historia de los Cardinals, ante Hartford el 17 de noviembre de 2007, logrando 14 puntos, 12 rebotes y 13 asistencias en el partido que inauguraba la temporada, y dos meses después ante Seton Hall, consiguiendo 10 puntos, 10 rebotes y 10 asistencias.
En su última temporada fue elegido en el mejor quinteto de la Big East Conference, siendo incluido además en el tercer equipo All-American. Es el único jugador de su universidad en conseguir a lo largo de una carrera 1.500 puntos, 900 rebotes, 500 asistencias y 200 robos de balón.

### Estadísticas
| Temporada | Equipo     | PJ  | PTS  | REB | AST | ROB | TAP | %TC  | %3P  | %TL  | MIN  | PER |
| --------- | ---------- | --- | ---- | --- | --- | --- | --- | ---- | ---- | ---- | ---- | --- |
| 2005–06   | Louisville | 33  | 8.4  | 4.7 | 2.1 | 1.0 | 0.3 | .391 | .310 | .612 | 25.1 | 1.7 |
| 2006–07   | Louisville | 34  | 12.4 | 7.0 | 3.8 | 1.3 | 0.7 | .367 | .261 | .604 | 33.0 | 1.3 |
| 2007–08   | Louisville | 36  | 11.1 | 7.2 | 4.5 | 1.5 | 0.7 | .411 | .340 | .571 | 35.9 | 2.9 |
| 2008–09   | Louisville | 37  | 12.5 | 8.6 | 5.0 | 2.3 | 0.8 | .431 | .385 | .581 | 34.2 | 2.3 |
| Total     | Total      | 140 | 11.1 | 6.9 | 3.9 | 0.6 | 1.4 | .401 | .326 | .581 | 32.0 | 2.3 |

### Profesional

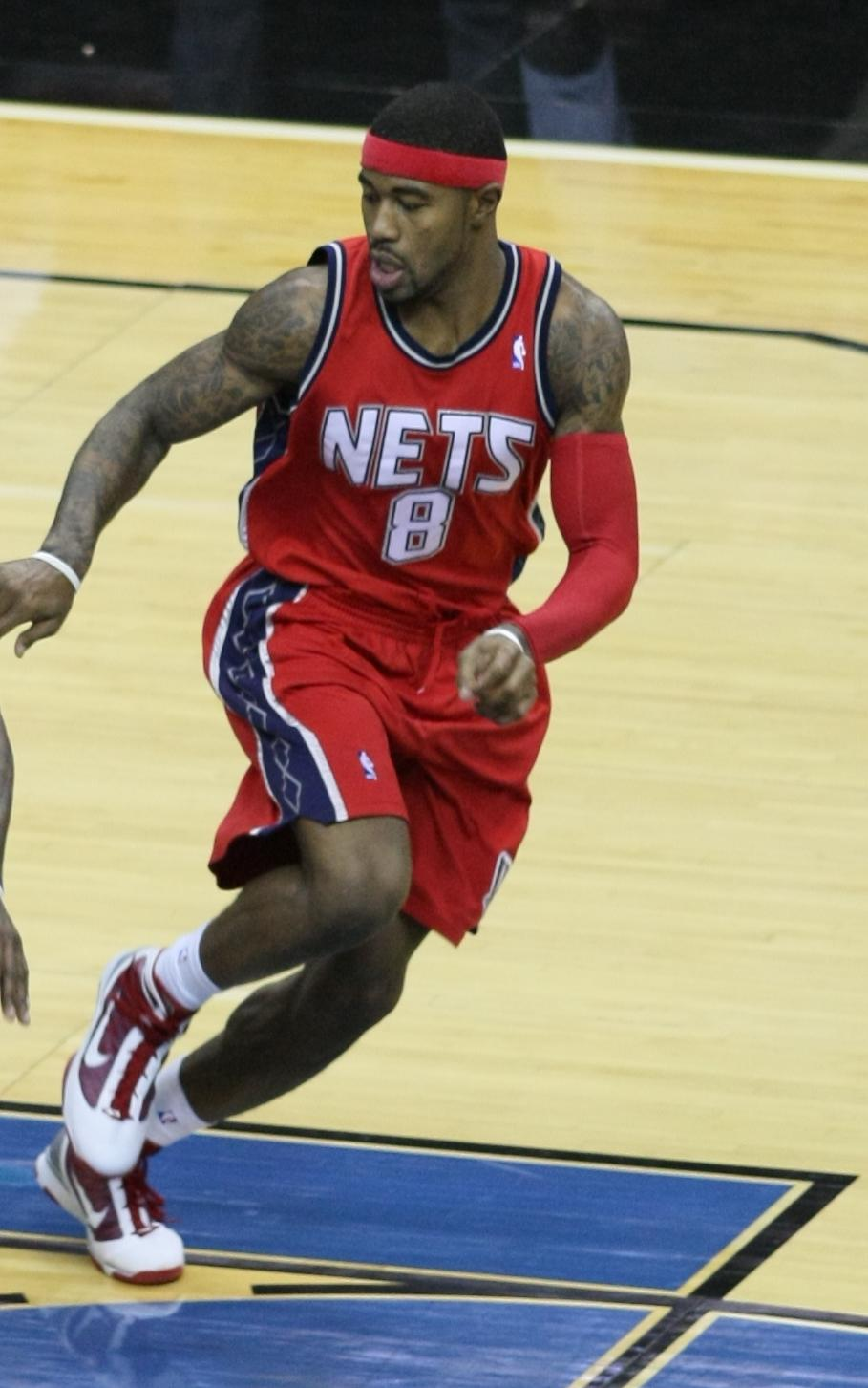
Terrence Williams con los Nets en 2009.

Fue elegido en la undécima posición del Draft de la NBA de 2009 por New Jersey Nets, equipo con el que firmó contrato en julio de 2009. El 14 de diciembre de 2010 fue traspasado a los Houston Rockets en un traspaso a tres bandas con Los Angeles Lakers.
El 16 de marzo de 2012, Williams fue cortado por los Rockets. Días después firmó un contrato de 10 días con Sacramento Kings el 21 de marzo de 2012.
Tras disputar una temporada en China, con los Guangdong Southern Tigers, el 20 de febrero de 2013 firma un contrato de 10 días con los Boston Celtics para sustituir al lesionado Leandro Barbosa. Tras esos 10 días, los Celtics le renuevan su contrato hasta final de temporada. Al finalizar la temporada, el 30 de junio de 2013, es cortado.
En octubre de 2013, firma con el Türk Telekom turco. Pero tras dos encuentros en la  Turkish Basketball League, el 14 de noviembre regresa a Estados Unidos. El 31 de diciembre firma con Los Angeles D-Fenders.
En abril de 2014, firma con Brujos de Guayama de Puerto Rico. En mayo con Meralco Bolts de Filipinas, y más tarde se va a la República Dominicana a jugar primero con los Soles de Santo Domingo y luego con Reales de La Vega. En diciembre de 2014, termina en México al fichar por Fuerza Regia.
En enero de 2015, se va a Israel al firmar con Maccabi Ashdod. En abril llega a Venezuela, a los Guaiqueríes de Margarita de la LPB.

## Estadísticas de su carrera en la NBA

### Temporada regular
| Año     | Equipo     | PJ  | PT | MPP  | %TC  | %3P  | %TL  | RPP | APP | ROB | TPP | PPP |
| ------- | ---------- | --- | -- | ---- | ---- | ---- | ---- | --- | --- | --- | --- | --- |
| 2009-10 | New Jersey | 78  | 9  | 22.6 | .401 | .310 | .715 | 4.5 | 2.9 | .6  | .1  | 8.4 |
| 2010-11 | New Jersey | 10  | 0  | 20.6 | .397 | .333 | .500 | 3.6 | 3.1 | .5  | .0  | 6.7 |
| 2010-11 | Houston    | 11  | 0  | 7.6  | .333 | .200 | .818 | 1.4 | .6  | .4  | .0  | 3.5 |
| 2011-12 | Houston    | 12  | 0  | 15.1 | .351 | .421 | .500 | 2.4 | .8  | .3  | .1  | 4.5 |
| 2011-12 | Sacramento | 18  | 0  | 20.5 | .461 | .296 | .618 | 4.1 | 3.1 | .9  | .3  | 8.8 |
| 2012-13 | Boston     | 24  | 0  | 13.3 | .495 | .333 | .429 | 1.8 | 1.6 | .5  | .1  | 4.6 |
| Total   | Total      | 153 | 9  | 19.1 | .412 | .317 | .659 | 3.6 | 2.4 | .5  | .1  | 7.1 |

### Playoffs
| Año   | Equipo | PJ | PT | MPP | %TC  | %3P  | %TL  | RPP | APP | ROB | TPP | PPP |
| ----- | ------ | -- | -- | --- | ---- | ---- | ---- | --- | --- | --- | --- | --- |
| 2013  | Boston | 5  | 0  | 9.6 | .200 | .000 | .500 | 2.0 | 1.2 | .0  | .2  | 1.0 |
| Total | Total  | 5  | 0  | 9.6 | .200 | .000 | .500 | 2.0 | 1.2 | .0  | .2  | 1.0 |

## Vida personal
En mayo de 2013, fue arrestado en la localidad de Washington después de, supuestamente, amenazar a la madre de su hijo con un arma de fuego. El jugador abandonó el domicilio antes de que llegara la policía, aunque finalmente fue arrestado y trasladado a la comisaría.
En octubre de 2021, el fiscal del distrito sur de Nueva York, Audrey Strauss, imputó a Terrence, junto a otros diecisiete exjugadores de la NBA, dentro de una trama de fraude del plan de la NBA de seguro médico y prestaciones para veteranos, que rondaría los $4 millones. Según la acusación, los exbaloncestistas se confabularon para defraudar el plan mediante la presentación de recibos falsos y fraudulentos, con el fin de recibir reembolsos por atención médica y dental, que nunca recibieron. En agosto de 2023 se conoció la sentencia, donde fue condenado por un juez federal a 10 años de prisión por fraude.
Su hijo, Jaraye Williams, jugó al fútbol americano en la Universidad de Louisville.